# NGC 716
NGC 716 ist eine Balken-Spiralgalaxie vom Hubble-Typ SBa im Sternbild Widder auf der Ekliptik. Sie ist schätzungsweise 207 Millionen Lichtjahre von der Milchstraße entfernt und hat einen Durchmesser von etwa 110.000 Lichtjahren.
Die Supernova SN 2017fqo wurde hier beobachtet.
Das Objekt wurde am 1. September 1886 von dem US-amerikanischen Astronomen Lewis A. Swift entdeckt (als NGC 716) und am 1. Januar 1892 von dem französischen Astronomen Guillaume Bigourdan (als IC 1743).